# يو إف سي 226
يو إف سي 226: ميوتيتش ضد كورميي (بالإنجليزية: UFC 226: Miocic vs. Cormier)‏ هو حدث لفنون القتال المختلطة نظمته يو إف سي، أُقيم في 7 يوليو 2018، على تي موبايل أرينا في بارادايس، نيفادا، الولايات المتحدة.